# Hell und dunkel
Hell und dunkel is een compositie voor orgel solo van Sofia Goebajdoelina.
Het is een compositie van voor de tijd dat Goebajdoelina doorbrak in het westen. In Hell und dunkel probeerde de componiste een verschil te tonen tussen licht en donker (kleurtinten). Ze liet daarbij lichte klanken uit de hoge registers van het orgel komen en donkere klanken uit de lage registers. Die lichtheid werd nog verstevigd door beweeglijke muziek in de hoogte en starheid in de laagte. Muziekblad Gramophone noemde het werk eerder hier en daar neurotisch, naar aanleiding van de Bis-uitgave als typische Goebajdoelina-compositie met verschil in speelsigheid en massiviteit. er werd voorts een overeenkomst gevonden in Gia Kantsjeli's Chiaroscuro. Muziekuitgeverij Sikorski bracht Hell und dunkel samen uit met Trivium van Arvo Pärt.
Het werk heeft organisten geïnspireerd het werk op te nemen; in 2018 zijn er vijf opnamen beschikbaar:
- uitgave Bis Records: Christian Schmitt, een opname uit november 2011 in Hamburg
- uitgave Charade Records: Anneliese Funke
- uitgave Nimbus: Kevin Bowyer, een opname uit 1999
- uitgave Kontrapunkt: Jens E. Christensen
- uitgave Aulos: Friedemann Herz, een opname rond 1990